# Göran Berg
Rolf Göran Kristoffer Berg, född 1940, är en svensk ambassadör. Berg, som är civilekonom, anställdes på UD 1964 och har bland annat tjänstgjort i Moskva, Paris och vid svenska FN-representationen i New York. Han var tjänstledig från UD för arbete som särskild rådgivare för Europarådets generalsekreterare i frågor rörande Östeuropa och ESK 1990-93. Han var ambassadör i Damaskus 1983-87, Bryssel 1993-98 och Rom 1998-02, jämväl i Tirana[källa behövs]. Därefter var han generalkonsul i Jerusalem.  
1. 1 2 3 4  Vem är det 1997, 1997, s. 103, läs onlineläs online.[källa från Wikidata]